# Stanisław Grzybowski (historyk)
Stanisław Grzybowski (ur. 6 maja 1930 w Krakowie, zm. 26 marca 2022 tamże) – polski historyk, pisarz i publicysta.

## Życiorys
Syn prawnika Konstantego Grzybowskiego i pisarki Krystyny z Estreicherów Grzybowskiej, wnuk prawnika Stanisława Estreichera, prawnuk księgarza Franciszka Grzybowskiego. Jego wujem był historyk sztuki Karol Estreicher, stryjem prawnik Stefan Grzybowski, stryjecznym dziadkiem geolog Józef Grzybowski, wujecznym dziadkiem lekarz balneolog Ludomił Korczyński.
Absolwent III Gimnazjum i Liceum im. Króla Jana Sobieskiego w Krakowie (1949). W latach 1947–1949 członek OM TUR. W roku 1950 wyrzucony z ZMP. Po aresztowaniu w kwietniu 1950 (w sprawie działalności organizacji antykomunistycznej założonej przez jego kolegów z liceum: Marka Kublińskiego i Bogdana Różyckiego) przez kilka miesięcy więziony w siedzibie Urzędu Bezpieczeństwa przy placu Inwalidów i w więzieniu przy ul. Montelupich. W 1954 ukończył studia historyczne na Uniwersytecie Jagiellońskim, gdzie uczęszczał na seminaria Romana Grodeckiego, Kazimierza Lepszego i Celiny Bobińskiej. To pierwsze określał jako „niedościgły wzór pracy dydaktyczno-wychowawczej”. Jego praca magisterska napisana pod opieką Kazimierza Lepszego Mikołaj Siennicki  – Demostenes sejmów polskich zdobyła I nagrodę w ramach ogłoszonego przez ministerstwo konkursu na pracę naukową lub popularnonaukową z okazji ogłoszenia roku 1954 Rokiem Odrodzenia.
Po studiach wygrał dwukrotnie (1954, 1955) konkurs na aspiranturę na UJ, ale na skutek interwencji lokalnych władz partyjnych nie pozwolono mu rozpocząć pracy na uniwersytecie. W latach 1954–1955 pracował w krakowskim oddziale PWN pod kierunkiem red. Konrada Olchowicza, a następnie odbywał studia aspiranckie (1955−1958) w Instytucie Historii PAN w Warszawie, gdzie w 1958 rozpoczął pracę jak st. asystent i sekretarz techniczny Komisji Odrodzenia i Reformacji, brał też udział w pracach Zespołu Oświecenia Komitetu Historii Nauki pod kierunkiem Kazimierza Opałka. W Instytucie Historii PAN pracował do 1978. W czasie pracy w IH PAN współpracował szczególnie blisko z Andrzejem Wyczańskim i Januszem Tazbirem, a spośród warszawskich historyków swego pokolenia, z Antonim Mączakiem; pozostawał też pod wpływem Mariana Małowista. Stypendysta École Pratique des Hautes Études w Paryżu (1959), gdzie spędził sześć miesięcy pod opieką Fernanda Braudela, na zaproszenie którego w roku następnym odbył staż letni w Tours pod opieką znakomitego badacza renesansu Pierre’a Mesnarda. W 1962 obronił rozprawę doktorską Poglądy społeczne publicystów hugenockich 1559–1598 w Instytucie Historii PAN (promotor: K. Lepszy), gdzie także, po wyjeździe na stypendium British Council w Clare Hall, Cambridge (1967/8), habilitował się rozprawą Polityka kolonialna Tudorów i pierwszych Stuartów w 1970. W 1973 został docentem.
Od 1978 pracował w Instytucie Historii, w Katedrze Historii Nowożytnej (których był, odpowiednio, dyrektorem, 1987–1990, oraz kierownikiem, 1988–2000) Wyższej Szkoły Pedagogicznej w Krakowie, a następnie Uniwersytetu Pedagogicznego w Krakowie, gdzie wykładał historię powszechną nowożytną, historię Francji i historię historiografii. W 1982 uzyskał tytuł profesora nadzwyczajnego, którą to możliwość zawdzięczał czasowi „Solidarności”, gdyż wcześniej nominacja ta była wstrzymywana przez władze partyjne, w 1992 zaś profesora zwyczajnego. Był członkiem Komitetu Nauk Historycznych PAN (1987–1990). W latach 90. wielokrotnie wyjeżdżał naukowo za granicę (Francja, Hiszpania, Portugalia, Włochy). W 2001 przeszedł na emeryturę, ale do 2010 kontynuował działalność dydaktyczną w Krakowskiej Akademii im. A. Frycza-Modrzewskiego.
Był autorem ok. 250 prac naukowych, książek popularnonaukowych, monografii i opracowań encyklopedycznych, w tym oryginalnych artykułów z zakresu dziejów kultury i cywilizacji: Strach w XVI wieku: nowe wzorce osobowe (1976), Czas dalekich podróży (1993) czy też Książęta i żebracy (1995), oraz biografii czołowych polityków europejskich drugiej połowy XVI wieku: Henryka Walezego, Elżbiety Wielkiej i Jana Zamoyskiego. Jak pisał: „Forma biografii była zawsze dla mnie szczególnie pociągającą, głównie ze względu na tkwiącą w niej szansę rehumanizacji historii, walory literackie oraz możliwość całościowego ukazania różnorodnych aspektów ludzkiej działalności”. Był również twórcą „pomnikowych syntez historii wczesnonowożytnej (...) Dziejów Polski i Litwy (1506–1648) i Narodzin Świata Nowożytnego (1453–1605)”. W zbiorczej monumentalnej Historii Europy wydanej w 1997 pod red. A. Mączaka opracował części poświęcone historii Wysp Brytyjskich, Francji, Niderlandów i Włoch, a także dziejom kultury europejskiej. Jak zauważył Jakub Basista „samymi książkami dokonał więcej niż inni licznymi przyczynkami". Inspiracją dla jego pisarstwa była historiografia francuska: nie tylko patroni jego młodości – Fernand Braudel, Michel François, Augustin Renaudet – ale też „starzy mistrzowie” jak Jacques Bainville. Jego twórczość charakteryzował zawsze „śmiały krytycyzm wobec zastarzałych a błędnych poglądów”. Wg Adama Kożuchowskiego „w dziejach historiografii polskiej zapisał się (...) jako wybitny reprezentant wąskiego grona polihistorów, erudyta, autor prac pionierskich, uczonych miniatur i błyskotliwych książek popularyzatorskich. Dorobek ten pozostaje niewątpliwie w zgodzie z jego poglądami na powinności historyka: gruntowną wiedzę i racjonalność cenił wyżej niż efektowne koncepcje metodologiczne, nie stronił od ostrych i polemicznych sądów zarówno o epoce, którą się zajmował, jak i o tej, w której żył”.
Sam określał się jako „historyka kultury politycznej”, dodając, że „w sensie przynależności do określonych tradycyjnych szkół historycznych widzę pokrewieństwo metody i wniosków z teorią kultury Jakuba Burckhardta, zaś pewnego pragmatyzmu, nacisku na wychowawcze cele badań historycznych, realizmu i konieczności wyrobienia poczucia odpowiedzialności narodowej i społecznej za własne losy - ze szkołą historyczną krakowską, za której kontynuatora się uważam”. Za cel stawiał sobie „nie opisanie naszych przodków, a ich zrozumienie” i tym samym „zrozumienie nas samych” w duchu psychologii historycznej i tradycji historiografii francuskiej.
Był promotorem (Pawła Koniecznego, Mariusza Misztala, Bożeny Popiołek, Kazimierza Rosia, Ryszarda Skowrona) i recenzentem licznych rozpraw doktorskich (m.in. Jakuba Basisty) i habilitacyjnych (m.in. Michała Rożka) oraz przewodów profesorskich, współpracownikiem PSB (autorem 14 biogramów), członkiem PTH, wykładowcą TWP, członkiem Stowarzyszenia Pisarzy Polskich i Stowarzyszenia Autorów ZAiKS (od 1972), pisał też poezje, publikowane m.in. w Konturach. Zamieszczał artykuły m.in. w „Hejnale Mariackim”, „Krakowie”, „Mówią Wieki”, oraz „Nowych Książkach”. Przyjaźń łączyła go m.in. z historykiem Markiem Eminowiczem i krytykiem literackim Ryszardem Löwem. W Paryżu utrzymywał kontakty ze Zbigniewem Herbertem.
Odznaczony Krzyżem Oficerskim Orderu Odrodzenia Polski (1996) oraz Medalem Komisji Edukacji Narodowej (1995).
Żonaty w 1952 z Jadwigą Lehrówną (ur. 1930 w Stanisławowie – zm. 2023 w Krakowie), zastępcą dyrektora Biblioteki Jagiellońskiej w latach 1989–1996. Mieli jedną córkę Ewę Strzelską (ur. 1954 w Krakowie), nauczyciela historii, troje wnuków i troje prawnuków. Miłośnik Tatr.
Zmarł 26 marca 2022. Został pochowany na cmentarzu Rakowickim w Krakowie. Jego papiery osobiste i naukowe znajdują się w Archiwum Nauki PAN i PAU w Krakowie.
Główne zainteresowania badawcze:
- historia kultury i cywilizacji, szczególnie dziejów kultury politycznej, roli miast i miejskiej kultury politycznej, dziejów rodziny i obyczaju;
- biografistyka;
- historia historiografii;
- historia Francji;
- historia Wielkiej Brytanii;
- historia Europy.

## Twórczość
- Mikołaj Sienicki – Demostenes sejmów polskich, [w:] Odrodzenie i Reformacja w Polsce, t. 2, Warszawa 1957;
- Cromwell i jego wiek, Warszawa 1959;
- Teki Naruszewicza – „Acta regum et populi Poloni”, Wrocław 1960;
- Szpada pana Admirała: dzieje hugenotów, Warszawa 1961;
- Poglądy społeczne publicystów hugenockich 1559–1598, Wrocław 1964;
- Tomahawki i muszkiety: z dziejów Ameryki Północnej XV–XVIII w., Warszawa 1965;
- Z dziejów popularyzacji nauki w czasach saskich, [w:] Studia i Materiały z Dziejów Nauki Polskiej, ser. A, z. 7, s. 111–173, Warszawa 1965;
- Organizacja polskiej służby dyplomatycznej w latach 1573–1605, [w:] Polska służba dyplomatyczna XVI - XVIII w., red. Z. Wójcik, s. 145–201, Warszawa 1966;
- Marcin Luter, Kraków 1966, II wyd. 2004;
- Henryk VIII i reformacja w Anglii, Warszawa 1969;
- Polityka kolonialna Tudorów i pierwszych Stuartów, Wrocław 1970;
- Pretendenci i górale. Z dziejów unii szkocko-angielskiej, Warszawa 1971;
- Mikołaj Kopernik, Warszawa 1972, wyd. II 1973;
- Historia Irlandii, Wrocław 1977, II wyd. 1998, III wyd. 2003;
- Henryk Walezy, Wrocław 1980, II wyd. 1985 (Cykl biograficzny Ossolineum);
- Elżbieta Wielka, Wrocław 1984, II wyd. 1989, III wyd. 2009 (Cykl biograficzny Ossolineum);
- Król i kanclerz; Dzieje Narodu i Państwa Polskiego, tom II-23, Kraków 1988;
- Mikołaj Kopernik czyli paradoksy Renesansu, [w:] Pisarze staropolscy – sylwetki, t.1, red. Stanisław Grzeszczuk, 407−437, Warszawa 1991;
- Prorok z Rusi w sidłach Odrodzenia – Stanisław Orzechowski, [w:] Pisarze staropolscy – sylwetki, t.1, red. Stanisław Grzeszczuk, 588-621, Warszawa 1991;
- Jan Zamoyski, Warszawa 1994 (seria Biografie Sławnych Ludzi);
- Sarmatyzm; Dzieje Narodu i Państwa Polskiego, tom II-26, Kraków 1996;
- Leonidas w kontuszu – hetman Stanisław Żółkiewski, [w:] Pisarze staropolscy – sylwetki, t. 2, red. Stanisław Grzeszczuk, s. 481–505, Warszawa 1997;
- Historia Europy (współautor), red. A. Mączak, Wrocław 1997, II wyd. 2002, III wyd. 2006;
- Burbonowie; Walezjusze; Złota jesień dynastii, [w:] Dynastie Europy, red. A. Mączak, s. 75-92, 483-501, 597-612, Wrocław 1997, II wyd. 2003, III wyd. 2006;
- Dzieje Polski i Litwy (1506–1648); Wielka Historia Polski, tom 4, Kraków 2000, II wyd. (jako część tomu 2) 2003;
- Trzynaście miast: czyli antynomie kultury europejskiej, Wrocław 2000 (seria Zrozumieć Europę);
- Jan Długosz, Kraków 2003;
- Narodziny Świata Nowożytnego (1453–1605); Wielka Historia Świata, tom 6, Kraków 2005, (e-book) 2017;
- Rodowody stolic, Gdańsk 2005.

## Opracowania
- Wacław Sobieski, Trybun ludu szlacheckiego. Pisma historyczne, wyboru dokonał, oprac. i wstępem poprzedził S. Grzybowski, Warszawa 1978;
- Stanisław Łempicki, Mecenat wielkiego kanclerza: Studia o Janie Zamoyskim, oprac. S. Grzybowski, Warszawa 1980.
- Janusz Tazbir, Prace wybrane, tomy 1-5, w serii: Klasycy Współczesnej Polskiej Myśli Humanistycznej, pod red. i ze wstępem S. Grzybowskiego, Kraków 2000−2002.